# Afonso d'Escragnolle Taunay
Afonso d'Escragnolle Taunay (Nossa Senhora do Desterro, 11 de julho de 1876 – São Paulo, 20 de março de 1958) foi um biógrafo, historiador, ensaísta, lexicógrafo, tradutor, romancista, heráldico e  professor brasileiro. Ocupou a cadeira n.º 1 da Academia Brasileira de Letras, para a qual foi eleito em 7 de novembro de 1929.

## Biografia
A Família Taunay, no Brasil, remonta a Nicolas-Antoine Taunay (1755-1830), pintor francês neoclássico, integrante da, assim chamada, Missão Artística Francesa que veio ao Brasil, como pensionista do reino, acompanhando a expedição que trazia a Princesa Leopoldina, em 1816. A chegada da missão ao Rio de Janeiro possibilitou a estruturação e a fundação da Escola Real de Ciências, Artes e Ofícios, ainda em 1816, que viria a se tornar, em 1826, a Academia Imperial de Belas Artes (AIBA). Em 1821, recebeu o título de Barão de Taunay de D. João VI, porém descontente com a nomeação de Henrique José da Silva para diretor da Escola Real, retornou para Paris, indicando seu filho, Félix-Emile Taunay, para substituí-lo como professor de pintura de paisagem. 

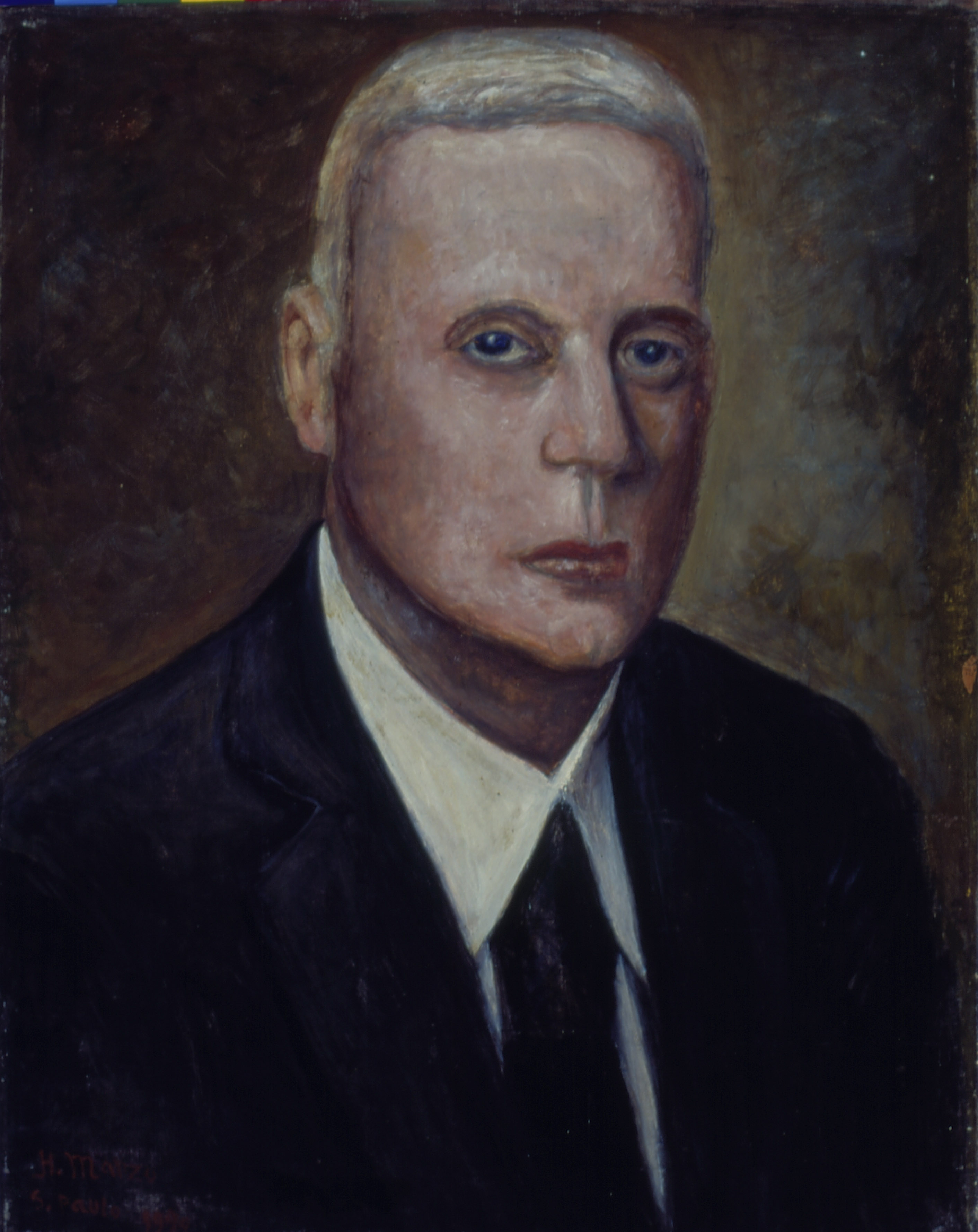
Em retrato por Henrique Manzo.

Affonso d'Escragnolle Taunay, na ABL, em 1930

Afonso Taunay nasceu na cidade de Desterro, atual Florianópolis, no Palácio Rosado, sede do governo da província de Santa Catarina. Filho do então presidente da província de Santa Catarina, Alfredo d'Escragnolle Taunay (1843-1899), o visconde de Taunay (título agraciado pelo Imperador em 1888 proposto pelo Visconde de Ouro Preto), e de Cristina Teixeira Leite (1854-1936), filha de Francisco José Teixeira Leite, o barão de Vassouras. O pai de Afonso, o visconde de Taunay, era filho de Félix-Emile Taunay, o 2º Barão de Taunay, e de Gabrielle Herminie de Robert d'Escragnolle, filha de Alexandre-Louis-Marie de Robert, o conde d'Escragnolle, e irmã de Gaston Louis Henri de Robert d'Escragnolle, o barão d'Escragnolle. Sua avó paterna, Gabrielle Herminie de Robert d'Escragnolle, era sobrinha do Visconde de Beaurepaire-Rohan, sendo Afonso Taunay, consequentemente, também descendente de anglo-portugueses.
Afonso passou a infância entre o Rio de Janeiro e Petrópolis, estudou no Colégio Pedro II, onde conheceu João Capistrano de Abreu, seu professor, e  após concluir os estudos, foi para engenharia civil da Escola Politécnica do Rio de Janeiro, onde se formou em 1900, e faltando ainda um ano para a conclusão do curso, seu pai faleceu, era 25 de janeiro de 1899.
Mesmo tendo inicialmente seus rumos profissionais encaminhados para a engenharia, já tinha interesse na história, e está tinha lugar privilegiado dentro de si. Taunay contava, por exemplo, que certo dia, ouvia seu pai narrar ao seu avô que na viagem de volta de Mato Grosso ao litoral, perguntou a um tropeiro a respeito da distância que ainda teriam que percorrer até chegarem a Santos e o tropeiro desalentando-o respondeu: quatrocentas léguas. Naquele momento, a conversa dos adultos foi interrompida pelo menino Afonso de sete anos que, admirado, indagou-os: “Sempre no Brasil?” Seu avô sorrindo, respondeu: “Sempre, certamente! Isto não é nada para o Brasil, saiba-o você”. Segundo Taunay, esta resposta o deixou perturbado e, somado às várias histórias de viagem que seu pai lhe contou durante a infância e a adolescência, foi criando “a impressão de mistério”, de “verdadeira fascinação” pela história do povoamento do Brasil. (Recepção do Sr. Afonso Taunay na Academia Brasileira de Letras em 6 de maio de 1930. Discurso do Sr. Afonso Taunay. Discursos Acadêmicos (1927-1932), v. VII, 1937, p. 213.)
Atendendo a um convite de Augusto Carlos da Silva Teles, seu tio e professor da Escola Politécnica de São Paulo, foi nomeado "preparador" de química em 9 de janeiro de 1889 e, em 1901 já ministrava aulas de física e química no curso de Engenheiros Industriais. Em 1902, conheceu o projeto de construção de um ginásio que seria construído, ao lado do Mosteiro de São Bento, através de seu diretor, D. Miguel Kruse. Concluida a obra, já em 1903, Afonso começa a ministrar, paralelamente à universidade, aulas de Física, Química, História do Brasil e História Universal para os alunos do Gymmasio de São Bento. Em 1904, foi efetivado como professor substituto.
Na capital paulista Afonso d'Escragnolle Taunay conheceu Sara de Souza Queiroz (1886-1966), filha de Antônio de Souza Queiroz e de Vitalina Pompeu de Camargo, neta do Barão de Souza Queiroz, com quem casou-se em 1907. Da união, nasceram cinco filhos: Ana d'Escragnolle Taunay, casada com Francisco Pedro Berrettini; Paulo d'Escragnolle Taunay, casado com Kitty Taunay; Maria Egídia d'Escragnolle Taunay; Augusto d'Escragnolle Taunay, casado com Angélica (Lili) Ulhôa Cintra e Clarisse d'Escragnolle Taunay, casada com Pedro Alcântara Taques Horta. Sara de Souza d'Escragnolle Taunay foi sua companheira dedicada, por mais de cinquenta anos, esposa amantíssima que lhe propiciou o apoio necessário para que trabalhasse com tranquilidade
Em 1909, publicou seu primeiro trabalho de vulto no Anuário da Escola Politécnica, Lexico de termos technicos e scientificos, versando sobre um dos seus temas prediletos: os estudos lexicográficos. No ano seguinte, publicou, sob o pseudônimo Sebastião Corte Real, um romance histórico, Chronica do tempo dos Philippes, romance brasileiro seiscentista, que o levou a ser admitido no IHGB - Instituto Histórico e Geográfico Brasileiro e no IHGSP - Instituto Histórico e Geográfico de São Paulo, em 1911, mesmo ano em que passou à cátedra de Física Experimental na Escola Politécnica.
Em reconhecimento ao apoio imprescindível dado à sua admissão como sócio correspondente, para integrar a importante instituição que se dedicou ao desenvolvimento da História como disciplina no Brasil desde o século XIX, Afonso de Taunay escreveu um carta em papel timbrado da Escola Politénica de São Paulo, ao orador e relator da Comissão de História do Instituto Histórico e Geográfico Brasileiro:
Exmo. Sr. Dr. B. F. Ramiz Galvão, Acabo de saber que mereci a subida honra de ser aceito unanimemente sócio correspondente do Instituto Histórico e Geográfico Brasileiro e como nesta distinção percebo quanto para ela concorreram os termos do parecer que a meu respeito escreveu o Dr. venho trazer-lhe os meus muitos agradecimentos exprimindo-lhe quanto me honro de haver merecido do ilustre escritor e sábio filólogo os elogios que a indulgência lhe ditou. Reiterando-lhe, pois os protestos de minha gratidão, tenho a honra de me assinar do Dr. muito admirador e afetuoso, Afonso de Escragnolle Taunay." (Carta de Afonso de Taunay a Benjamin Franklin Ramiz Galvão, São Paulo, 26 de setembro de 1911, Arquivo do IHGB, Ramiz Galvão, lata 420, pasta 33).
Em 1917, Afonso d'Escragnolle Taunay, foi designado, pelo então presidente do estado, Altino Arantes, para aquele que seria o trabalho de sua vida. Pedindo o afastamento temporário de suas funções na Escola Politechnica como professor, assumiu o cargo de diretor comissionado no Museu Paulista, instituição localizada no Palácio do Alto do Ipiranga,  popularmente conhecido como Museu do Ipiranga.
Tinha biblioteca de obras versando quase exclusivamente sobre história, principalmente brasileira, no total de dois mil volumes. Tirando os seus livros de estudo e consulta, não tinha apego aos demais. Pelo contrário, gostava de distribuir os volumes seus, os muitos que recebia e até aqueles que foram de seu pai. Gostava de literatura francesa, desde a mocidade.
Escrevia de manhã, à tarde e à noite, sempre do próprio punho e com letra pouco legível.
Ocupou diversos cargos na administração estadual: foi diretor do Museu Paulista (conhecido como Museu do Ipiranga), entre 1917 e 1945. Reorganizou a biblioteca e o arquivo do Ministério das Relações Exteriores em 1930. De 1934 a 1937 foi professor na Faculdade de Filosofia, Ciências e Letras da Universidade de São Paulo.
Taunay exerceu funções públicas mais de quarenta e sete anos, como lente da Escola Politécnica de São Paulo e nos últimos vinte e nove anos como diretor do Museu Paulista e seu anexo, o Museu Republicano Convenção de Itú.
Sua atuação no Instituto Histórico e Geográfico Brasileiro, no Instituto Histórico e Geográfico de São Paulo, na Academia Paulista de Letras, na Academia Portuguesa de História e como correspondente de institutos históricos estaduais, possibilitou a Afonso Taunay grande dedicação aos estudos historiográficos, especialmente ao bandeirismo paulista, ao período colonial brasileiro e à literatura, ciência e arte do Brasil. Teve destaque também como lexicógrafo especializando-se sobretudo na terminologia científica.
Foi o segundo ocupante da cadeira n.º 1 da Academia Brasileira de Letras, eleito em 7 de novembro de 1929, na sucessão de Luis Murat, foi recebido em 6 de maio de 1930 pelo acadêmico Roquette-Pinto. Recebeu os acadêmicos Oliveira Viana e Rodolfo Garcia.
Escreveu também diversos estudos de genealogia. Distraia-se com levantar a história de cada família, fosse de conhecidos ou estranhos: muitas vezes - ao ser apresentado a alguém - acontecia referir fatos sobre a origem do apresentado, nomes, datas e a cidade de onde provinham os ascendentes com riqueza da dados.
E, além de prestar ao estado, por tão longo tempo, foi credor da sociedade em geral por trabalhos como homem de letras e cultor da história da pátria. Dedicou grande parte da sua vida a pesquisas dos fatos da história de São Paulo e dos paulistas, e do Brasil. Como resultado de tais pesquisas, publicou diversas obras de literatura histórica em muitas modalidades, obras essas que vieram a enriquecer o patrimônio cultural brasileiro.
Alguns desses trabalhos estão como contribuições para os Anais e a Revista do Museu Paulista, História do Café do Brasil, Biografia de Bartolomeu de Gusmão, História da Vida e da Cidade de São Paulo, e sobretudo a notabilíssima obra História Geral das Bandeiras Paulistas.
Como gesto significativo de sua dedicação e amizade ao Mosteiro de São Bento e Colégio de São Bento, a pedido de Abade D. Miguel Kruse, Taunay aceitou escrever a História da Abadia de São Paulo. Este trabalho, fruto de um longo e estafante esforço de pesquisas, foi publicado em 1927, e até hoje é uma das melhores obras de referência ao passado histórico sobre o assunto.
No Largo do Arouche há importantes esculturas, e entre elas a de Afonso d'Escragnolle Taunay, uma obra concebida pela artista plástica Claude Dunin, em homenagem a um dos maiores historiadores brasileiros, principalmente na história das bandeiras paulistas.

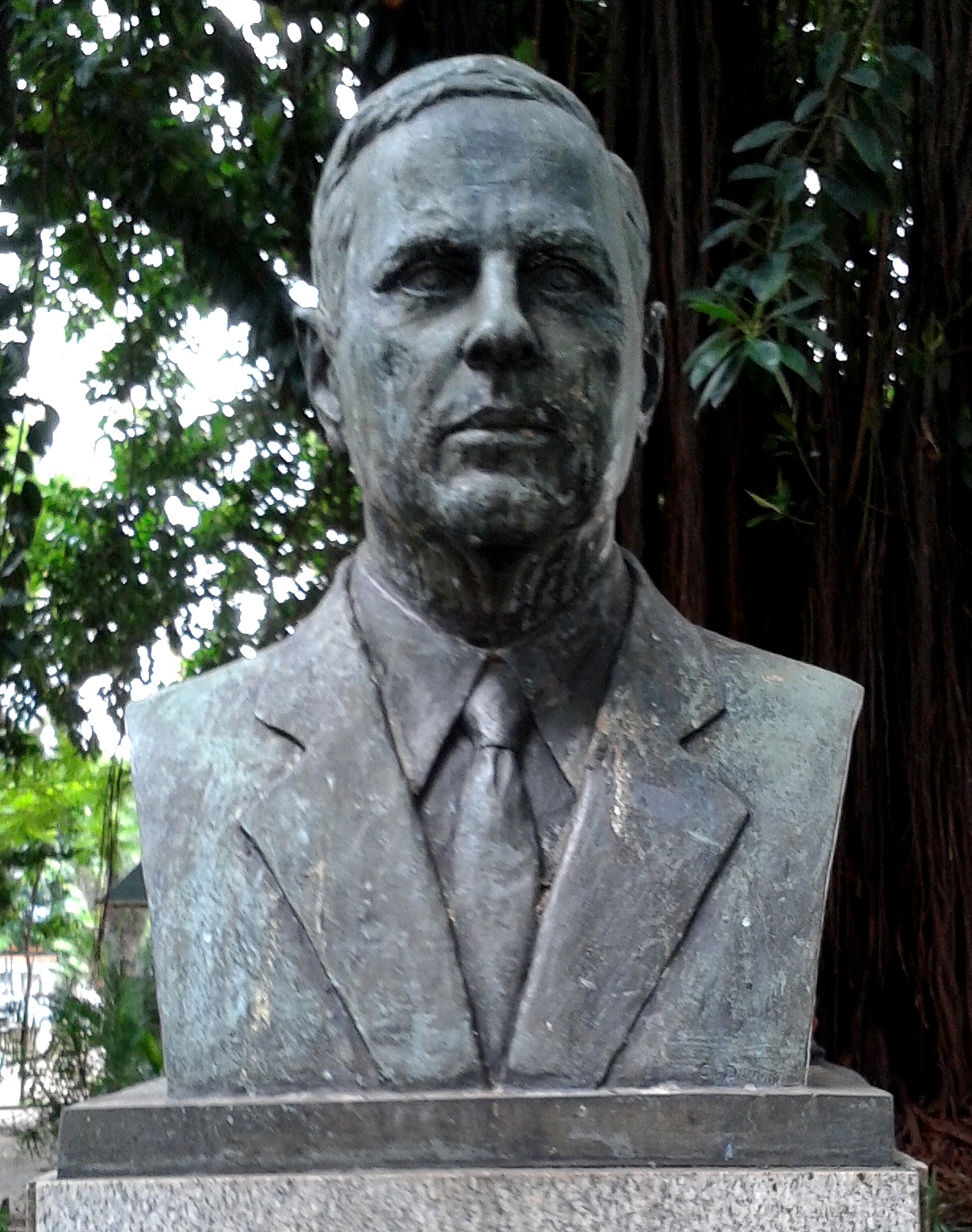
Busto de Afonso d'Escragnolle Taunay, por Claude Dunin, Largo do Arouche, no centro de São Paulo, São Paulo

## Museu Paulista
Taunay dedicou sua vida a diversos cargos públicos. Mas a direção do Museu Paulista, que exerceu até a aposentadoria compulsória, em 1945, aos setenta anos de idade, foi a sua grande paixão. Ele foi nomeado diretor, sendo o segundo a assumir a administração, do Museu Paulista em 1917 com a incumbência de realizar os preparativos para o centenário da Independência do Brasil, a ser comemorado em 1922.
No Museu foi criada a Seção de História Nacional (especialmente voltada para São Paulo e Etnografia), cumprindo plenamente um projeto muito almejado por Affonso d'Escragnolle Taunay: "inaugurar um museu histórico em São Paulo,  sobretudo no monumento do Ypiranga,  no local glorioso da Proclamação". (Taunay, 1926b, p. 47)
Ele abandonou até a cátedra superior para não deixar a sua direção, quando da vigência da lei que impedia as acumulações. Estimava sobremaneira, o Museu Republicano de Itu por ele organizado. A inauguração do Museu Republicano Convenção de Itu, aconteceu em 1923, como instituição anexa ao Museu Paulista, voltada para a preservação da memória do movimento republicano em São Paulo.
No Museu Taunay optou por um trabalho museográfico então pouco conhecido no Brasil: a reconstituição de interiores de época, uma espécie de period room. A criação desse museu fecha o cerco na glorificação dos feitos paulistas: a proclamação da República brasileira não ocorreu em solo paulista, mas o germe do movimento republicano foi plantado no estado de São Paulo, com a fundação do Partido Republicano Paulista, em 1873, na famosa Convenção de Itu. É possível que fosse de suma importância para as elites paulistas narrar a história e preservar a memória do local original e dos homens que participaram daquele evento, visto como um dos primeiros passos em direção à constituição do Brasil republicano.
Em 1931 foi encarregado da comissão de estudo que criou a Universidade de São Paulo. Durante o estudo, pensou-se nas possibilidades de articular o Museu Paulista a Universidade. Nesse mesmo ano, o Museu foi transferido para a Secretaria da Educação e Saúde Pública, subordinado ao Departamento de Educação. Mais tarde, com a fundação da Universidade de São Paulo (USP), em 1934, o Museu Paulista se tornou uma de suas instituições complementares, contribuindo para ampliar o ensino e os cursos oferecidos pela Universidade.
Em 1963, o Museu Paulista foi finalmente transferido da Secretaria da Educação para a Universidade de São Paulo, na qualidade de instituto universitário. Neste grupo encontram-se, entre outros documentos, atas de reunião da diretoria do Museu, ofícios e pedidos de aquisição de acervo, além de um inventário da Seção de História do Museu, datado de 1939. (O Museu Paulista: Affonso de Taunay e a memória nacional. São Paulo: Editora UNESP/Museu Paulista, 2005, p.264.)
Obras Encomendadas por Taunay para o Museu Paulista e Museu Republicano Convenção de Itu
• Pinturas de Benedito Calixto:
- Ladeira do Colégio, 1860 ou Ladeira do Palácio, Ladeira João Alfredo e Ladeira General Carneiro, 1910.
- Paço Municipal, Fórum e Cadeia de São Paulo, 1862.
• Pinturas de Oscar Pereira da Silva:
- Carga de Canoas, 1920.
- 9º Encontro de Monções no Sertão ou Encontro de Duas Monções, 1920.
- Partida de Porto Feliz, 1920 e 1921.
- Combate de Botocudos em Mogi da Cruzes, 1920.
- Bandeirantes a Caminho das Minas, 1920 e 1921.
- Sessão das cortes de Lisboa, 1922.
• Pinturas de José Wasth Rodrigues:
- Retrato de Martim Afonso de Souza, 1932.
- Retrato de D. João III, século XX.
- Dama Paulista, 1808
- Cacique Tibiriçá  e neto, 1932.
- João Ramalho e filho, 1934.
• Pinturas de João Batista da Costa:
- Ciclo dos Criadores de Gado, 1925.
• Pinturas de Aurélio Zimmermann:
- Bênçãos dos canoões (Porto Feliz) ou Bênção das Canoas, 1920.
• Pinturas de Rodolfo Amoedo:
- Ciclo do ouro, 1920.
• Pinturas de Augusto Luis de Freitas:
- Ladeira do Carmo, 1860, obra de 1920.
• Pinturas de Domenico Failutti:
- Retrato de Maria Quitéria de Jesus Medeiros, 1920.
- Retrato de Dona Leopoldina de Habsburgo e seus filhos, 1921.
• Pinturas de Fernandes Machado:
- Posse da Amazônia, 1924.
• Pinturas de Henrique Bernardelli:
- Ciclo da caça ao índio, 1922
- Retirada do Cabo de São Roque, 1927.
• Pinturas de Henrique Manzo:
- Tríptico de São Paulo visto da várzea do Carmo, 1941.
- Piques, 1860, obra de 1945.
- Igreja da Boa Morte em 1860.
• Pinturas de Nair Opromolla:
- Monstro Fluvial Piracangava, século XX.
- Canoa Fantasma no Rio Tietê, século XX.
• Pinturas de Adrien Henri Vital Van Emelen:
- Velho Centenário de Porto Feliz, o quadro foi transferido do Museu Paulista para o Museu Republicano na cidade de Itu.
• Maquete: Maquete de São Paulo em 1841, obra de Henrique Bakkenist ou Hendrik Bakkenist, 1920.
• Placa do Cinquentenário da Convenção de Itú: Outra obra encomendada por Taunay foi uma placa de bronze fundida pelo artesão Roque de Mingo, reproduzindo o modelo entalhado em madeira da Maquete de São Paulo em 1841, por Bakkenist para a inauguração do Museu Republicano da Convenção de Itú em 18 de abril de 1923.
• Escultura: Estátua de Dom Pedro I, escultura produzida por Rodolfo Bernardelli, encomendada em 1890 e inaugurada em 1923.

### História Geral das Bandeiras Paulistas
A História Geral das Bandeiras Paulistas, é uma das principais e com maior peso das obras do Taunay. Esse trabalho monumental resultou nos onze volumes publicados entre 1924 e 1950. Durante a década de 1920 foram publicados os cinco primeiros volumes da obra, na década seguinte foram lançados o sexto e o sétimo volumes e somente na segunda metade da década de 1940 os volumes oitavo, nono e décimo foram publicados, ficando ainda para o ano de 1950 a publicação do décimo primeiro e último volume da obra. A Editora Melhoramentos, que a editou, reeditou-a em 1961, em três volumes, fazendo parte das comemorações do IV Centenário da Cidade de São Paulo.
Em uma resenha bibliografia sobre Alfredo Ellis Júnior, que inclusive submeteu a um projeto de financiamento para a continuação da obra História Geral das Bandeiras Paulistas em favor de seu amigo Taunay, que foi também seu professor, quando Alfredo cursava o ginásio, disse: "Quando publicou o primeiro volume de sua magistral obra, afirmou que era um trabalho de análise. Realmente o monumental e imprescindível relato sobre a nossa magna epopéia é em seu todo um verdadeiro microscópio assentado no passado do bandeirismo, a examinar e as esclarecer nas suas menores e mais umbrosas minúcias do fenômeno magnífico que foi o grande heróico feito paulista, o qual é um alicerce de solidez e de brilho que nenhum outro povo do mundo tem melhor. Com esse trabalho o insigne Prof. Taunay, não só se afirmou como um grande analista, o maior cronista do bandeirismo paulista, como um profundo e percuciente examinador das várias minucias desses fulgurantes episódios de nosso passado. A História Geral das Bandeiras Paulistas é um trabalho de analise a mais profunda sendo o bandeirismo Paulista reconstruido nas suas menores minucias [...] Em matéria de análise de fato o trabalho do Prof. Taunay esgota o assunto. É tal quantidade de conhecimento sobre os acontecimentos relativos ao bandeirismo que a História Geral das Bandeiras Paulistas é insubstituível para quem queira conhecer o fenômeno.[...] O erudito mestre só cuidou da cronologia do bandeirismo, além de exame crítico dos diversos episódios."
E também acrescenta como crítica construtiva em relação ao décimo primeiro volume: "Tivesse o Erudito Mestre lido o meu Meio Século de Bandeirismo editado em 1947, na série Brasiliana. pela Cia. Editora Nacional, a qual é na verdade a linha tese de concurso que o eminente mestre conhece, não teria sido tão peremptório. É que essa edição é muito aumentada por novas pesquisas que fiz em documentos que vistoriei depois, de modo que fui levado assim a reformar os pontos de vista que tinha a propósito dessas bandeiras. É possível que os meus pontos de vista não sejam os mais acertados! Nem por isso deveriam ser silenciados, tanto mais que opiniões minhas anteriores foram mencionadas. Eu atribuo esse lapso de egrégio mestre ao fato de que já se tendo familiarizado com a primeira edição do Meio Século de Bandeirismo, por ter feito parte da banca de meu concurso, no qual esse trabalho foi apresentado como tese, não ter julgado interesse vistoriar na 2º edição. Entretanto esta, como disse acima, modifica e se acresce de muita cousa. Que eu julguei útil, depois de vistoriar muito documento desconhecido antes e muita bibliografia que eu não havia antes compulsado. [...]"

## Academia Brasileira de Letras
Afonso d'Escragnolle Taunay foi eleito membro da Academia Brasileira de Letras, em 7 de novembro de 1929,  e convidado a ocupar a cadeira 1, sucedendo a Luís Murat, membro fundador da cadeira. Seu pai, Alfredo d'Escragnolle Taunay, o Visconde de Taunay, foi um dos fundadores da ABL, em 20 de julho de 1897, ocupando a cadeira 13. Afonso foi recebido pelo acadêmico Edgar Roquette-Pinto, em 6 de maio de 1930. E, acostumado com as glórias, esteve diante das críticas mais duras que recebeu no período em relação a pontos de suas obras. No entanto, a entrada de Taunay na Academia Brasileira de Letras não significou um abandono de nenhum dos princípios que considerava válidos até então, mas a posição que desfrutava na década de 1930 permitiu-lhe dedicar-se a outros temas, para além da história das Bandeiras. Juntos, Taunay e Roquette-Pinto foram trabalhar com Humberto Mauro na execução dos filmes O descobrimento do Brasil (1937) e Bandeirantes (1940. Já como imortal Taunay divulgou na Revista da Academia Brasileira de Letras o filme Bandeirantes destacando o intuito que Roquette-Pinto tinha de prosseguir, após a realização de "O descobrimento do Brasil", a “difusão das cenas nobres da nossa terra”. Roquette-Pinto imaginou, segundo Taunay contou nesse artigo, a composição de um filme, destinado a todas as escolas do Brasil, “encerrando motivos hauridos da epopeia bandeirante”. Para a realização de tal empreendimento, ele solicitou a colaboração de Taunay que aceitou o convite e relatou ter vivido “longas horas das mais agradáveis” na execução deste trabalho. (TAUNAY, Afonso de E. História de um film. Revista da ABL, ano 40, v. 61, p. 298-307, 1941)

## Obras e criações de Afonso de Taunay
Incluem-se entre as criações de Afonso de Taunay:
- Brasão de Joinville: O brasão do município de Joinville (Santa Catarina), oferecido à cidade catarinense em 1928[24]
- Brasão de São Francisco do Sul: O brasão do município de São Francisco do Sul (Santa Catarina)[24]
- Brasão de Uberaba: O brasão do município de Uberaba (Minas Gerais) idealizado e desenhado pelo artista Afonso d'Escragnolle Taunay, sob encomenda do Agente Executivo e Presidente da Câmara, Dr. Olavo Rodrigues da Cunha, em 1928
- Carta Geral das Bandeiras Paulistas: É uma carta topográfica organizada por Taunay, e desenhada pelos cartógrafos Gregório Colas e José Domingues dos Santos Filho, datada de 1922.

## Ancestrais
|  |                                                                      |  |  |  |  |  |  |  |  |  |  |  |  |  |  |  |
|  | 8. Nicolas-Antoine Taunay, 1º barão de Taunay                        |  |  |  |  |  |  |  |  |  |  |  |  |  |  |  |
|  |                                                                      |  |  |  |  |  |  |  |  |  |  |  |  |  |  |  |
|  |                                                                      |  |  |  |  |  |  |  |  |  |  |  |  |  |  |  |
|  | 4. Félix-Marie-Émile Taunay, 2º barão de Taunay                      |  |  |  |  |  |  |  |  |  |  |  |  |  |  |  |
|  |                                                                      |  |  |  |  |  |  |  |  |  |  |  |  |  |  |  |
|  |                                                                      |  |  |  |  |  |  |  |  |  |  |  |  |  |  |  |
|  | 9. Marie-Josephine Rondel                                            |  |  |  |  |  |  |  |  |  |  |  |  |  |  |  |
|  |                                                                      |  |  |  |  |  |  |  |  |  |  |  |  |  |  |  |
|  |                                                                      |  |  |  |  |  |  |  |  |  |  |  |  |  |  |  |
|  | 2. Alfredo d'Escragnolle Taunay, primeiro e único visconde de Taunay |  |  |  |  |  |  |  |  |  |  |  |  |  |  |  |
|  |                                                                      |  |  |  |  |  |  |  |  |  |  |  |  |  |  |  |
|  |                                                                      |  |  |  |  |  |  |  |  |  |  |  |  |  |  |  |
|  | 10. Alexandre-Louis-Marie de Robert, conde d'Escragnolle             |  |  |  |  |  |  |  |  |  |  |  |  |  |  |  |
|  |                                                                      |  |  |  |  |  |  |  |  |  |  |  |  |  |  |  |
|  |                                                                      |  |  |  |  |  |  |  |  |  |  |  |  |  |  |  |
|  | 5. Gabriela Hermínia de Robert d’Escragnolle                         |  |  |  |  |  |  |  |  |  |  |  |  |  |  |  |
|  |                                                                      |  |  |  |  |  |  |  |  |  |  |  |  |  |  |  |
|  |                                                                      |  |  |  |  |  |  |  |  |  |  |  |  |  |  |  |
|  | 11. Adelaide Francisca Madalena de Beaurepaire-Rohan                 |  |  |  |  |  |  |  |  |  |  |  |  |  |  |  |
|  |                                                                      |  |  |  |  |  |  |  |  |  |  |  |  |  |  |  |
|  |                                                                      |  |  |  |  |  |  |  |  |  |  |  |  |  |  |  |
|  | 1. Afonso d'Escragnolle Taunay                                       |  |  |  |  |  |  |  |  |  |  |  |  |  |  |  |
|  |                                                                      |  |  |  |  |  |  |  |  |  |  |  |  |  |  |  |
|  |                                                                      |  |  |  |  |  |  |  |  |  |  |  |  |  |  |  |
|  | 12. Francisco José Teixeira, primeiro barão de Itambé                |  |  |  |  |  |  |  |  |  |  |  |  |  |  |  |
|  |                                                                      |  |  |  |  |  |  |  |  |  |  |  |  |  |  |  |
|  |                                                                      |  |  |  |  |  |  |  |  |  |  |  |  |  |  |  |
|  | 6. Francisco José Teixeira Leite, barão com grandeza de Vassouras    |  |  |  |  |  |  |  |  |  |  |  |  |  |  |  |
|  |                                                                      |  |  |  |  |  |  |  |  |  |  |  |  |  |  |  |
|  |                                                                      |  |  |  |  |  |  |  |  |  |  |  |  |  |  |  |
|  | 13. Francisca Bernardina do Sacramento Leite Ribeiro                 |  |  |  |  |  |  |  |  |  |  |  |  |  |  |  |
|  |                                                                      |  |  |  |  |  |  |  |  |  |  |  |  |  |  |  |
|  |                                                                      |  |  |  |  |  |  |  |  |  |  |  |  |  |  |  |
|  | 3. Cristina Teixeira Leite                                           |  |  |  |  |  |  |  |  |  |  |  |  |  |  |  |
|  |                                                                      |  |  |  |  |  |  |  |  |  |  |  |  |  |  |  |
|  |                                                                      |  |  |  |  |  |  |  |  |  |  |  |  |  |  |  |
|  | 14. Capitão José Bento Ferreira da Silva Guimarães                   |  |  |  |  |  |  |  |  |  |  |  |  |  |  |  |
|  |                                                                      |  |  |  |  |  |  |  |  |  |  |  |  |  |  |  |
|  |                                                                      |  |  |  |  |  |  |  |  |  |  |  |  |  |  |  |
|  | 7. Ana Alexandrina Leite Guimarães                                   |  |  |  |  |  |  |  |  |  |  |  |  |  |  |  |
|  |                                                                      |  |  |  |  |  |  |  |  |  |  |  |  |  |  |  |
|  |                                                                      |  |  |  |  |  |  |  |  |  |  |  |  |  |  |  |
|  | 15. Mariana Carlota de Almeida Leite                                 |  |  |  |  |  |  |  |  |  |  |  |  |  |  |  |
|  |                                                                      |  |  |  |  |  |  |  |  |  |  |  |  |  |  |  |
|  |                                                                      |  |  |  |  |  |  |  |  |  |  |  |  |  |  |  |